# Cámara de los Lores
La Cámara de los Lores (en inglés: House of Lords), oficialmente Los Muy Honorables Lores Espirituales y Temporales del Reino Unido de Gran Bretaña e Irlanda del Norte reunidos en Parlamento (The Right Honourable the Lords Spiritual and Temporal of the United Kingdom of Great Britain and Northern Ireland in Parliament assembled), es la Cámara Alta del parlamento del Reino Unido. El parlamento también incluye a la Cámara Baja, llamada la Cámara de los Comunes. Ambas Cámaras celebran sus sesiones en el Palacio de Westminster. 
Al contrario de lo que ocurre en la Cámara de los Comunes, los miembros de la Cámara de los Lores no se eligen mediante elecciones, dividiéndose según su derecho a formar parte de la Cámara en «lores espirituales» y «lores temporales». Los lores espirituales son 26 obispos elegidos por su prestigio y dilatada carrera eclesiástica dentro de la Iglesia anglicana. Los lores temporales conforman el resto, siendo la mayoría miembros con derecho vitalicio no hereditario, nombrados por el Rey con el asesoramiento del primer ministro. Esto es así porque, antiguamente, el derecho a formar parte de la Cámara de los Lores como lores temporales era exclusivamente hereditario; pero actualmente, y tras sucesivas reformas, los miembros por herencia de esta Cámara son solo una pequeña porción. Actualmente la cámara está compuesta por 804 miembros, 691 miembros de por vida, 88 miembros con estatus de hereditario exceptuado y 25 miembros de la Iglesia de Inglaterra.
El Lord Speaker (presidente de la Cámara) desde 2021 es John McFall.

## Funciones de la Cámara de los Lores
Dicha Cámara, constituida ahora por un gran número de intelectuales de prestigio y hombres de negocios del Reino Unido, actúa como órgano asesor, en temas complejos, para el Reino Unido. Es, en pocas palabras, la "conglomeración de sabios del Reino Unido". En este sentido, podemos encontrar decanos de universidades, científicos de renombre, millonarios de edad elegidos por sus aportes al progreso del Reino Unido y del mundo, etc. Un ejemplo histórico que concentra todos estos atributos es Lord Kelvin.
Tras la entrada en funcionamiento el primero de octubre de 2009 de la nueva Corte Suprema del Reino Unido, este órgano asumió la función judicial que hasta entonces ostentaba la Cámara Alta a través del Appellate Committee. 
La Cámara de los Lores también tiene el rol de controlar la actuación del gobierno a través de preguntas y comisiones de investigación. Pero este control es secundario, pues no tiene la capacidad de comprometer la responsabilidad del gobierno. No obstante, en la historia reciente fue dicha Cámara la que terminó con el mandato de Margaret Thatcher cuando ésta empezó a exponer un comportamiento inestable y tiránico sobre miembros de su gabinete y, por ende, sobre miembros de la Cámara de los Comunes.
En tercer lugar, la Cámara de los Lores realiza un papel legislativo. Tiene la capacidad de discutir los proyectos de ley, y lo hace de una forma más libre, profunda y rigurosa que la Cámara de los Comunes. También revisa las piezas legislativas que le son remitidas desde la Cámara de los Comunes debido a su complejidad técnica para que las analice profundamente. Y, por último, la función legislativa permite a la Cámara de los Lores rechazar leyes remitidas por los Comunes, aunque únicamente por un periodo máximo de un año.

## Orígenes
El Parlamento del Reino Unido proviene, casi en su totalidad, del antiguo Parlamento de Inglaterra. Su nacimiento tuvo lugar mediante el Tratado de la Unión de 1706 y las Actas de la Unión de 1707, que ratificaron aquel, por el que se creaba el nuevo Parlamento del Reino Unido en sustitución de los Parlamentos de Inglaterra y de Escocia. En realidad, no supuso más que la continuación del Parlamento de Inglaterra, solo que con la adhesión de 45 Comunes y 16 Lores en representación de Escocia.
El Parlamento de Inglaterra se basaba en el Gran Consejo, órgano asesor del monarca durante la Edad Media formado por miembros de la Iglesia, nobles, y representantes de los condados y de las ciudades más importantes. Por tanto, el primer Parlamento, constituido en 1295 y llamado comúnmente como el Parlamento Modelo, también estaba formado por arzobispos, obispos, abades, nobles y representantes de los condados y ciudades. El poder del Parlamento fue creciendo poco a poco, dependiendo de la fortaleza o debilidad del poder del monarca. Por ejemplo, durante el reinado de Eduardo II (1307-1327), el mandato de la Corona fue débil, por lo que la nobleza y los representantes de los condados y las ciudades ganaron mucho poder. En 1332, la autoridad del Parlamento fue reconocida por primera vez tanto por sus propios miembros como por el monarca. Durante el reinado de Eduardo III, sucesor del anterior, tuvo lugar la separación bicameral del Parlamento: la Cámara de los Comunes albergaría a los representantes de los condados y las ciudades, mientras que la Cámara de los Lores estaría formada por la jerarquía eclesiástica y la nobleza. La autoridad del Parlamento continuó creciendo, y durante el siglo XV alcanzaron poderes nunca vistos hasta el momento. La Cámara de los Lores era por entonces más poderosa que la Cámara de los Comunes, debido a la gran influencia de los nobles y de la Iglesia sobre todo el reino.
El poder de la nobleza disminuyó a finales del siglo XV debido a la guerra civil conocida como la guerra de las Dos Rosas. Buena parte de la nobleza murió en el campo de batalla o fue ejecutada posteriormente por su participación en la guerra, y muchos aristócratas perdieron sus tierras en favor del monarca. Además, el feudalismo llegó a su fin y muchos ejércitos feudales controlados por los barones se quedaron obsoletos. Enrique VII (1485-1509) estableció la supremacía de la monarquía, simbolizada a través de la Corona Imperial. El dominio de la Corona siguió durante la dinastía de los Tudor, a lo largo del siglo XVI, alcanzando las mayores cuotas de poder durante el reinado de Enrique VIII (1509-1547).
La Cámara de los Lores continuaba teniendo más poder que la Cámara de los Comunes, pero esta última siguió adquiriendo más influencia, llegando a equipararse el poder de ambas a mitad del siglo XVII. Los conflictos del rey con el Parlamento, y en especial con la Cámara de los Comunes, acabó desembocando en la guerra civil inglesa (1641-1651). En 1649, tras la muerte por decapitación del rey Carlos I, se constituyó la Commonwealth inglesa, quedando la nación bajo el poder de Oliver Cromwell, nombrado Lord Protector de Inglaterra. La Cámara de los Comunes se convirtió en el lugar de reunión de Oliver Cromwell, su gobierno y sus seguidores. El 19 de marzo de 1649, la Cámara de los Lores fue abolida por un Acta del Parlamento que declaraba que «los Comunes de Inglaterra declaran, tras una larga experiencia, la inutilidad de la Cámara de los Lores y su peligro para el pueblo de Inglaterra». La Cámara de los Lores no se volvió a reunir hasta 1660, año en el que se celebró la Convención del Parlamento que restituyó al monarca, convirtiéndose de nuevo en la Cámara más poderosa del Parlamento, posición que ocuparía hasta el siglo XIX.
El siglo XIX vino marcado por grandes cambios en la Cámara de los Lores. Esta Cámara, inicialmente formada por 50 miembros, aumentó considerablemente su número debido al afán del rey Jorge III y sus herederos de crear libremente nuevos Lores. Esto provocó que la influencia individual de cada Lord disminuyese. Además, el poder general de la Cámara de los Lores empezó a menguar, mientras que el de la Cámara de los Comunes creció, sobre todo a partir de la Reform Bill de 1832. Sin embargo, el sistema de elección de los miembros de la Cámara de los Comunes no era, por entonces, del todo democrático: los títulos de propiedad sobre la tierra restringían el tamaño del electorado, y las demarcaciones de muchos distritos electorales no se habían modificado en siglos. Ciudades enteras, como Mánchester, solamente estaban representadas por un miembro en la Cámara de los Comunes; mientras que los 11 votantes de Old Sarum (actual Salisbury) mantenían su viejo derecho de elegir a dos miembros del Parlamento. Una pequeña ciudad era fácilmente sobornable, ya que estaba a menudo bajo el control de un terrateniente que garantizaba la elección de su candidato. Algunos aristócratas eran propietarios de numerosas pocket boroughs (pequeñas ciudades), y por tanto controlaban buena parte de los miembros de la Cámara de los Comunes.
En 1831 la Cámara de los Comunes aprobó la Reform Bill con el fin de corregir las anomalías electorales existentes, pero la Cámara de los Lores rechazó la propuesta. Aun así, la reforma no fue abandonada por el gobierno, pese a recibir un segundo rechazo de la Cámara de los Lores en 1832. El primer ministro de entonces, Charles Grey, aconsejó al Rey la creación de ochenta nuevos Lores que votarían a favor de la reforma, con el fin de superar la oposición a la misma existente en la Cámara de los Lores. Guillermo IV suavizó en principio esta propuesta de su primer ministro, pero a la larga acabó cediendo. No obstante, antes de la entrada de los nuevos Lores, aquellos que se oponían a la reforma acabaron por admitir su derrota y se abstuvieron en la votación, permitiendo así aprobar la reforma electoral. A partir de entonces, la influencia política de la Cámara de los Lores disminuyó, aunque no supuso su fin, pero a lo largo del siglo XIX se fue demostrando progresivamente la supremacía política de la Cámara de los Comunes frente a ésta.
El poder de la Cámara de los Lores volvió a estar de actualidad después de la elección de un Gobierno liberal en 1906. Fue en 1909, cuando el Chancellor of the Exchequer (ministro de hacienda inglés), David Lloyd George, presentó ante la Cámara de los Comunes un conjunto de impuestos llamado People's Budget, de entre los que destacaba un impuesto dirigido a gravar las propiedades de los ricos terratenientes. Sin embargo, esta medida popular fue rechazada en la Cámara de los Lores, fuertemente dominada por los conservadores, aunque este incidente sirvió para que los liberales hiciesen campaña electoral de ello y lograsen volver a ganar en las elecciones de 1910. El primer ministro, Herbert Henry Asquith, propuso entonces que los poderes de la Cámara de los Lores fuesen fuertemente restringidos.

## Proceso de reforma de la Cámara
Tras las elecciones generales de diciembre de 1910, el gobierno liberal de Asquith logró la aprobación de un proyecto de ley que recortaba los poderes de la Cámara de los Lores. El primer hito de este proceso de reforma fue la Parliament Act 1911 (Ley del Parlamento). Esta norma excluía a la Cámara de los Lores de la tramitación de las leyes financieras y presupuestarias y reducía a dos años su capacidad de veto suspensivo para el resto de las leyes. En 1949 se aprobó una nueva Parliament Act que redujo el veto suspensivo de los Lores a únicamente un año.
Dentro de estos procesos de reforma se encuentra la Doctrina Salisbury, acordada entre conservadores y laboristas tras el acceso al poder de estos últimos al finalizar la Segunda Guerra Mundial. Esta doctrina consiste en el autocontrol de la Cámara Alta, que se compromete a no rechazar en segunda lectura ninguna pieza legislativa aprobada por los Comunes y que además formase parte del programa electoral del partido en el Gobierno.
El siguiente paso reformista fue la Life Peerages Act 1958. Con ella se crean los Lores vitalicios (miembros no hereditarios de la Cámara ), acabando así con la naturaleza hereditaria del cargo y permitiendo la inclusión en la Cámara de los Lores de mujeres, de miembros meritocráticos y de miembros procedentes de partidos políticos. En 1963 la Life Peerages Act también permitió que los Lores hereditarios pudieran renunciar a su título.
Fueron los Laboristas los que, durante todo el siglo XX, impulsaron estos procesos de reforma sobre la base de sus históricos ideales de oposición a las clases privilegiadas, de abolición de la Cámara de los Lores, o al menos del recorte de sus derechos hereditarios. En 1968, el Gobierno laborista de Harold Wilson intentó reformar la Cámara de los Lores introduciendo un sistema bajo el cual los Lores hereditarios podrían formar parte y debatir en la Cámara de los Lores, pero no votar. Sin embargo, una coalición de Conservadores y de Laboristas que seguían abogando por la supresión total de la Cámara de los Lores logró tumbar este proyecto en la Cámara de los Comunes. La llegada de Michael Foot al liderazgo del Partido Laborista supuso la vuelta a la petición de supresión de la Cámara de los Lores; no obstante, con Neil Kinnock se volvió a la vía de reformas progresivas. Actualmente, la creación de Lores hereditarios ajenos a la Familia Real británica está detenida, salvo la excepción de tres miembros creados bajo el mandato de Margaret Thatcher. 
La House of Lord Act (1999) es el primer paso de la reforma emprendida por el gobierno laborista que llegó al poder en 1997. El objetivo a largo plazo es la eliminación de los Lores hereditarios, si bien de forma interina siguen existiendo 92 que son elegidos entre los aristócratas. Actualmente solo hay dos lores realmente hereditarios, el duque de Norfolk, encargado de la apertura del parlamento, así como de la coronación y de los funerales de Estado, y el marqués de Cholmondeley, pues ambos son Grandes Oficiales del Estado.

## Composición
|            |                      |                  |                      |                        |                            |                    |       |
| Afiliación | Afiliación           | Pares vitalicios | Pares hereditarios   | Pares hereditarios     | Pares hereditarios         | Lores espirituales | Total |
| Afiliación | Afiliación           | Pares vitalicios | Elegidos por partido | Elegidos por la Cámara | Miembros del despacho real | Lores espirituales | Total |
|            | Partido Laborista    | 210              | 2                    | 2                      | -                          | -                  | 214   |
|            | Partido Conservador  | 148              | 39                   | 9                      | -                          | -                  | 196   |
|            | Demócratas Liberales | 66               | 3                    | 2                      | -                          | -                  | 71    |
|            | UKIP                 | 1                | 2                    | -                      | -                          | -                  | 3     |
|            | Consejeros           | 169              | 28                   | 2                      | 2                          | -                  | 201   |
|            | Lores Espirituales   | -                | -                    | -                      | -                          | 26                 | 26    |
|            | Otros                | 14               | 1                    | -                      | -                          | -                  | 15    |
| Total      | Total                | 608              | 74                   | 15                     | 2                          | 26                 | 781   |
|            |                      |                  |                      |                        |                            |                    |       |